# Arctosa depectinata
Arctosa depectinata là một loài nhện trong họ Lycosidae.
Loài này thuộc chi Arctosa. Arctosa depectinata được Friedrich Wilhelm Bösenberg & Embrik Strand miêu tả năm 1906.